# 杉山明美
杉山明美（日语：／ Sugiyama Akemi，1965年3月1日—），神奈川县平塚市出身，日本女子排球运动员。她曾代表日本国家队参加1988年夏季奥林匹克运动会排球比赛，获得第4名。